# Czobotariwka
Czobotariwka – wieś na Ukrainie, w obwodzie odeskim, w rejonie odeskim. W 2001 roku liczyła 243 mieszkańców.